# Cuiry-Housse
Cuiry-Housse är en kommun i departementet Aisne i regionen Hauts-de-France i norra Frankrike. Kommunen ligger  i kantonen Oulchy-le-Château som ligger i arrondissementet Soissons. År 2022 hade Cuiry-Housse 102 invånare.

## Befolkningsutveckling
Antalet invånare i kommunen Cuiry-Housse
Referens: INSEE